# Liste der Baudenkmale in Peenehagen
In der Liste der Baudenkmale in Peenehagen sind alle denkmalgeschützten Bauten der Gemeinde Peenehagen in Mecklenburg-Vorpommern nach ihren Ortsteilen aufgelistet. Grundlage ist die Veröffentlichung der Denkmalliste des Landkreises Mecklenburgische Seenplatte (Auszug) vom 20. Januar 2017.

## Legende
In den Spalten befinden sich folgende Informationen:
- ID-Nr: Die Nummer wird von den Denkmalämtern der Landkreise vergeben. Wenn sie nicht bekannt ist, bleibt die Spalte leer. In dieser Spalte kann sich zusätzlich das Wort Wikidata befinden, der entsprechende Link führt zu Angaben zu diesem Denkmal bei Wikidata.
- Lage: die Adresse des Denkmales und die geographischen Koordinaten.
Link zu einem Kartenansichtstool, um Koordinaten zu setzen. In der Kartenansicht sind Denkmale ohne Koordinaten mit einem roten bzw. orangen Marker dargestellt und können in der Karte gesetzt werden. Denkmale ohne Bild sind mit einem blauen bzw. roten Marker gekennzeichnet, Denkmale mit Bild mit einem grünen bzw. orangen Marker.
- Bezeichnung: Bezeichnung, so wie sie in den offiziellen Listen der Denkmalämter steht. Ein Link hinter der Bezeichnung führt zum Wikipedia-Artikel über das Denkmal. Wenn die Bezeichnung der Denkmalämter inhaltlich fehlerhaft ist, ist in der Spalte „Beschreibung“ darauf hinzuweisen.
- Beschreibung: Beschreibung des Denkmales
- Bild: ein Bild des Denkmales und gegebenenfalls einen Link zu weiteren Fotos des Denkmals im Medienarchiv Wikimedia Commons

## Baudenkmale nach Ortsteilen

### Alt Schönau
| ID   | Lage                                              | Bezeichnung                        | Beschreibung | Bild         |
| ---- | ------------------------------------------------- | ---------------------------------- | ------------ | ------------ |
| 38   | Am Gutshaus 2                                     | Gutshaus mit                       |              | Gutshaus mit |
| 38   | Am Gutshaus 2                                     | Wirtschaftsgebäude und             |              |              |
| 38   | Am Gutshaus 3 / An de Bäk 1                       | ehem. Verwalterhaus                |              |              |
| 39   | An de Bäk 8 (an der Südseite des Friedhofsberges) | Kriegerdenkmal 1914/1918           |              |              |
| 40   | An de Bäk 8 (auf dem Friedhof) (Karte)            | Kirche mit                         |              | Kirche mit   |
| 40   | An de Bäk 8 (auf dem Friedhof)                    | hölzernem Glockenstuhl (u. Glocke) |              |              |
| 1170 |                                                   | Bismarckdenkmal                    |              |              |

### Groß Gievitz
| ID  | Lage                   | Bezeichnung                               | Beschreibung | Bild           |
| --- | ---------------------- | ----------------------------------------- | ------------ | -------------- |
| 175 | Mühlenstraße 14        | Wassermühle                               |              |                |
| 178 | Parkstraße 2           | Schmiede                                  |              | Schmiede       |
| 176 | Parkstraße 19; 21      | Pfarrhaus                                 |              |                |
| 184 | Parkstraße 20 (Karte)  | Kirche                                    |              | Weitere Bilder |
| 183 | Parkstraße 24          | Gutsanlage mit Gutshaus                   |              | Weitere Bilder |
| 183 | Parkstraße 24          | Marstall                                  |              |                |
| 183 | Parkstraße 24          | Park                                      |              |                |
| 179 | Schulstraße (Friedhof) | Kapelle der Fam. v. Voss                  |              | Weitere Bilder |
| 180 | Schulstraße (Friedhof) | Kriegerdenkmal 1939/1945                  |              |                |
| 182 | Schulstraße (Friedhof) | Friedhofsmauer mit                        |              |                |
| 182 | Schulstraße (Friedhof) | nördlichem Friedhofstor                   |              |                |
| 181 | Schulstraße (Friedhof) | Mausoleum auf der Ostseite des Friedhofes |              |                |
| 185 | Schulstraße 18         | Wohnhaus                                  |              |                |

### Hinrichshagen
| ID  | Lage            | Bezeichnung | Beschreibung | Bild |
| --- | --------------- | ----------- | ------------ | ---- |
| 220 | Hinrichshagen 4 | Gutshaus    |              |      |

### Johannshof
| ID  | Lage         | Bezeichnung        | Beschreibung | Bild |
| --- | ------------ | ------------------ | ------------ | ---- |
| 233 | Johannshof 4 | Wirtschaftsgebäude |              |      |

### Lansen
| ID  | Lage                                    | Bezeichnung                        | Beschreibung | Bild       |
| --- | --------------------------------------- | ---------------------------------- | --- | ---------- |
| 320 | An der Kirchenstraße (Karte)            | Kirche mit                         | | Kirche mit |
| 320 | An der Kirchenstraße (auf dem Friedhof) | hölzerner Glockenstuhl (u. Glocke) | |            |
| 319 | Wiesenstraße 6                          | Gutshaus mit                       | 1-gesch., sanierter Fachwerkbau mit mansardartigem Krüppelwalm; Gut der Familien von Meyenn (bis 1793), von Randow, von Hahn (1798–1932), dann aufgesiedelt. |            |
| 319 | Wiesenstraße 6                          | umgebende Parkanlage               | |            |

### Levenstorf
| ID  | Lage          | Bezeichnung                        | Beschreibung | Bild                               |
| --- | ------------- | ---------------------------------- | --- | ---------------------------------- |
| 347 | Levenstorf 1  | Wohnhaus mit                       | | Weitere Bilder                     |
| 347 | Levenstorf 1  | Nebengebäude (Scheune)             | | Nebengebäude (Scheune)             |
| 347 | Levenstorf 1  | Nebengebäude (Stall)               | |                                    |
| 349 | Levenstorf 15 | Gutshaus mit                       | 1-gesch. 7-achs., sanierter Backsteinbau von um 1850 mit Krüppelwalm, heute (2015) Ferienwohnungen; Gut u. a. der Grafen Hahn zu Basedow |                                    |
| 349 | Levenstorf 14 | nordöstl. Wirtschaftsgebäude       | |                                    |
| 350 | Levenstorf 31 | Bahnhof mit                        | | Weitere Bilder                     |
| 350 | Levenstorf 31 | Fachwerknebengebäude des Bahnhofes | | Fachwerknebengebäude des Bahnhofes |

### Minenhof
| ID  | Lage           | Bezeichnung                                 | Beschreibung | Bild |
| --- | -------------- | ------------------------------------------- | ------------ | ---- |
| 519 | Minenhof 5/5A  | Wirtschaftshof mit Haupthaus                |              |      |
| 519 | Minenhof 5A    | nördl. Nebengebäude                         |              |      |
| 519 | Wirtschaftshof | Schweinestall                               |              |      |
| 519 | Minenhof 7     | Wohnhaus auf der Westseite                  |              |      |
| 519 | Minenhof 1/2   | jüngeres Wohnhaus nördl. des Haupthauses    |              |      |
| 519 | Minenhof 3/4   | 2. jüngeres Wohnhaus nördl. des Haupthauses |              |      |

### Neu Schönau
| ID  | Lage              | Bezeichnung             | Beschreibung                                                       | Bild |
| --- | ----------------- | ----------------------- | ------------------------------------------------------------------ | ---- |
| 554 | Neu Schönau 16/17 | Wohnhaus                |                                                                    |      |
| 555 | Neu Schönau 3/4   | Gutsanlage mit Gutshaus | 2-gesch., 10-achs. Ziegelbau mit Mittelrisalit, heute Seminarhaus. |      |
| 555 |                   | 1. Wirtschaftsgebäude   |                                                                    |      |
| 555 | Neu Schönau 5/6   | 2. Wirtschaftsgebäude   |                                                                    |      |
| 555 | Neu Schönau 7     | 3. Wirtschaftsgebäude   |                                                                    |      |

### Sorgenlos
| ID  | Lage              | Bezeichnung                           | Beschreibung | Bild                |
| --- | ----------------- | ------------------------------------- | --- | ------------------- |
| 873 | Zur Schmiede 1    | ehem. Gutsanlage mit Bedienstetenhaus | Sanierter, historisierender, 2-gesch., 11-achs Putzbau von um 1900 mit Mansarddach und mittigem 3-gesch Terppenturm; Turmhelm mit Glockenhaube und Laterne. |                     |
| 873 | Am Hof 2/4        | Verwalterhaus                         | |                     |
| 873 | an der Dorfstraße | Transformatorenhaus                   | | Transformatorenhaus |
| 873 | an der Dorfstraße | Torbogen am Transformatorenhaus       | |                     |

## Gestrichene Baudenkmale
- Groß Gievitz, Parkstraße 23, Wirtschaftsgebäude
- Levenstorf, Levenstorf 7, Stallgebäude

## Quelle
- Karte der Baudenkmale im Geoportal des Landkreises